# 목포 달성사 목조아미타삼존불좌상
목포 달성사 목조아미타삼존불좌상(木浦 達聖寺 木造阿미陀三존佛坐像)은 대한민국 전라남도 목포시 죽교동 달성사에 있는 조선시대의 불상이다. 2000년 12월 13일 전라남도의 유형문화재 제228호로 지정되었다.

## 개요
달성사는 목포시내가 한눈에 내려다 보이는 유달산의 동남쪽 중턱에 있다. 목포시에서 발행한 『내고장전통가꾸기』(1981년간) 및 목포시사(1987년간, 인문편) 등에 의하면, 1913년 음 4월8일, 노대연(盧大蓮)선사가 창건하였다고 기록되고 있다. 현재 달성사의 건물로는 아미타삼존불을 봉안한 법당 1동과 지장보살 및 시왕상을 모신 명부전 1동, 요사채 2동, 산신각 및 종각 각1동과 3층석탑(3년전 조성) 1기가 있다.
적색의 필사본인 조성발원문(14cm×25cm)에 따르면 1678년(숙종 4) 만덕산 백련사에서 조성하였음을 알 수 있다. 17세기 전남에서 조성된 순천 송광사 응진당삼존불, 진도 쌍계사 삼존불, 강진 옥련사 석가여래좌상 등에서 보이는 사각형에 가까운 상호, 작고 뾰족하면서도 낮게 표현된 육계, 계란형의 계주 등의 양식을 따르고 있다. 통견의 법의, U자형의 옷주름, 일자형의 띠줄과 연화형의 승각기, 우측 어깨의 반단, U자형의 군의자락 등이 주목된다.
이 아미타삼존불은 1678년이란 절대연대를 알 수 있는 17세기 후반의 목조불상으로서 도내에서는 몇 예가 안되는 매우 귀중한 자료라 하겠다.

## 참고 문헌
- 목포달성사목조아미타삼존불좌상 - 국가유산청 국가유산포털